# Хипарх (тиран)
Хипарх (убит 514 пр. Хр.) е атински тиран. Той е един от синовете на Пизистрат. Според Аристотел той става тиран на Атина през 527 г. пр. Хр. заедно с брат си  Хипий. Те са харесвани от атинския народ. Хипарх бил повелител на изкуствата. Убит е през 514 г. пр. Хр. от Хармодий и Аристогейтон, така наречените Тираноктони (тираноубийци). След смъртта на брат си Хипий става жесток тиран и е свален от власт през 510 г. пр. Хр. от спартанския цар Клеомен I.